# Артур III (Бретан)
Артур III Бретански, Артур дьо Ришмон (на френски: Arthur de Richemont, Arthur III de Bretagne; * 25 август 1393, замък Сусиньо, Франция; † 26 декември 1458, Нант, Франция) е конетабъл на Франция от 1425 г., херцог на Бретан (1457 – 1458), граф дьо Монфор-л’Амори от 1457 г., пер на Франция и виден френски пълководец от епохата на Стогодишната война.

## Живот

### Произход и ранни години
Той е трети син на херцог Жан IV (* 1339, † 1399), известен и като Жан V, от когото наследява само английската му титла „граф на Ричмънд“, и на Жана Наварска (* 1370, †1437), дъщеря на краля на Навара Шарл Злия.
Тъй като в началото на живота му не изглежда възможно да се добере един ден до престола, той се отдава на военна кариера.

### В Англия
През февруари 1404 г. Артур посещава майка си, тогава английска кралица. Той идва в английския двор, за да получи титлата „граф на Ричмънд“. Първоначално графската титла трябва да бъде дадена на най-големия му брат, но това означава васалитет към английския крал, докато Жан IV вече е положил клетва пред френския крал – заклет враг на Хенри IV и тогава титлата е дадена на по-малкия брат Артур.
През 1415 г. Артур участва в битката при Аженкур, която завършва с поражението на френската армия. Самият Артур е тежко ранен и англичаните го намират на бойното поле полужив под мъртво тяло. Той остава в английски плен до 1420 г., като пленът е много лек, тъй като майка му, вече вдовица на краля на Англия Хенри IV, живее в Лондон, а Артур се установява при нея. Той успява да възстанови здравето си, въпреки че лицето му е остава обезобразено от белези. Крал Хенри V го освобождава при подписването на Договора от Троа, за да убеди бретонците да се присъединят към него. Действително за известно време Артур дьо Ришмон става привърженик на сближаване с Англия и на Ланкастърската династия.
Артур постъпва в армията под командването на Джон ъф Бедфорд, брат на Хенри V и регент на малкия му син след 1422 г. Джон обаче се съмнява в лоялността му и му отказва високи командни постове. В началото на 1425 г. Артур скъсва с англичаните и минава на страната на дофина, бъдещият Шарл VII, който символизира съпротивата срещу английското присъствие. И така, още същата година той става конетабъл на Франция.

### Участие в Стогодишната война
Веднъж минал на френска страна, Артюр дьо Ришмон убеждава брат си, бретанския херцог Жан VI, да изостави съюза с Англия. С голямо желание предлага да се организират акции против позициите на регента Джон и се налага Шарл VII да го укротява. Скоро конетабълът изпада в немилост, отстранен от двора от кралския фаворит Жорж дьо Ла Тремой. Когато се появява Жана д'Арк, той на собствена глава се присъединява към нея и Жан дьо Дюноа, и участва в кампанията по прочистване долината на Лоара и в битката при Патé. Въпреки симпатиите, които селската девойка изпитва към него, кралят все още е резервиран и не го допуска на коронацията си в Реймс през есента на 1428 г.
Най-после Ла Тремой е отстранен и през юни 1433 г. Артюр дьо Ришмон става най-важна фигура в правителството. Той предлага да се сложи край на войната с Бургундия и договаря Мира в Арас (1435). През април 1436 г. именно той има честта пръв да влезе в Париж и да изчисти администрацията от англо-бургундските привърженици.
През 1439 – 1440 г. подкрепя краля по време на аристократичния бунт Прагерия, после прочиства околностите на Париж от останалите шайки от английски наемни бандити. След Примирието в Тур (1444) съдейства на краля за военните реформи, които правят френската армия далеч по-силна от английската. Най-големият му триумф е победата при Формини през април 1450 г., когато тъкмо неговата поява накланя везните на френска страна. След това участва в обсадите на последните нормандски крепости Кан и Шербур.

### Управление като херцог
През 1457 г. Артур дьо Ришмон става херцог на Бретан след смъртта на своя племенник Пиер II. Артур оказва голяма почит към самостоятелността на Бретан. Той заявява: „В качеството си на конетабъл се намирам под командването на краля, но херцогството никога не се е явявало част от кралството. В качеството си херцог аз няма да се откажа от моята клетва и ще защитавам и поддържам прерогативите на моята страна“.

### Смърт и наследник
След една година, през декември 1458 г. той умира в Нант и е погребан в катедралата Свети Петър и Павел. Новият херцог става племенникът на Артур Франсоа II Бретански.

## Фамилия
Артур III се жени три пъти.

### Брак с Маргарита Бургундска (1423 – 1442)
На 10 октомври 1423 г. в Дижон Артур се жени за Маргарита Бургундска (1393 – 1442), дъщеря на херцог Жан Безстрашни, от която няма деца.
В началото на 1423 г. херцог Филип Добрия влиза в съюз с херцога на Бретон Жан VI Мъдри и регента на Англия, херцог на Бедфорд. За укрепване на този съюз, Филип се съгласява да даде за жени на Бедфорд и Артур Бретонски съответно сестрите си Ана и Маргарита. Маргарита се оказва далеч не във възторг от перспективата отново да се омъжи, затова тя с всички сили се опитва да забави или попречи на този брак, оплаквайки се на брат си за това, че Артур е все още затворен от британците и че всички нейни сестри са омъжени за херцози, докато Артур носи само титлата „граф на Ричмънд“. Като бивша дофина на Франция, която все още има право да ползва титлата „херцогиня на Гиена“, тя твърди, че графът е много по-ниско в йерархията.
На 14 април 1423 г. в Амиен херцог Филип Добрия сключва като представител брачния договор от името на сестра си Маргарита с Артур. Едно от условията, определени в договора е, че Маргарита ще наследи Бургундското херцогство в случай, че брат ѝ Филип умре бездетен. Маргарита е млада вдовица. В края на краищата Маргарита отстъпва и бракът е сключен на 10 октомври 1423 г. Седем дни по-рано в Дижон тя парафира последната версия на брачния договор.
Артур скоро става много влиятелен човек при кралския двор в Париж и винаги работи в полза на Бургундия, особено по време на брака му с Маргарита. Бургундия и Бретон окончателно преминават към Шарл VII в борбата му срещу англичаните. Маргарита се оказва вярна съпруга и защитава съпруга си, дори когато той се скарва с Шарл VII. Тя също осъществява управлението, докато той е на бойното поле.
Когато французите си възвръщат контрола над Париж през 1436 г., Маргарита, заедно със своя съпруг, назначен на длъжност „конетабъл на Франция“, участва в тържественото влизане в Париж на 23 ноември. Оттогава и до смъртта си Маргарита играе важна роля в политическия живот на френското кралство, но сама с политика не се занимава. В Париж Маргарита се установява в двореца „Пор-Епи“, една от резиденциите на херцога на Орлеан. В това време тя е отдава голямо внимание на благотворителна дейност – поддържа парижките църкви, манастири, братства и болници.

### Брак с Жана II д’Албре (1442 – 1444)
На 29 август 1442 г. в Нерак се жеби за Жана II д’Албре (* 1425, † 1444), графиня на Дрьо, дъщеря на Карл II д’Албре и Ана д’Арманяк, от която няма деца

### Брак с Екатерина Сен Пол (1446 – 1458)
На 2 юли 1446 г. се жени за Екатерина Сен Пол († 1492), дъщеря на Пиер I Люксембург-Сен Пол, граф на Сен Пол и на Бриен, от която няма деца.